# Cimetière de Torņakalns
Le cimetière de Torņakalns (en letton: Torņakalna kapsēta ou Torņakalna kapi) est la plus ancienne nécropole de Riga (Lettonie ). Il se trouve dans le voisinage de Torņakalns et est composé de deux parties. La partie ancienne dont l'adresse officielle est au no  1-Torņakalna iela, fondée en 1777, et la partie du no  76-Vienības gatve inaugurée en 1861. La superficie totale est de 5,5 ha. Le clocher de la chapelle du cimetière datant du XVIIIe siècle est classé monument du patrimoine architectural national,.

## Histoire
Les documents historiques témoignent de l'apparition des premières sépultures, principalement celles de pêcheurs, à cet endroit au milieu du XIVe siècle. En 1777, on inaugure officiellement et bénit l'ancienne partie de la nécropole, qui se trouve entre les rues Vienības gatve, Friča Brīvzemnieka iela et Torņakalna iela, et sera réservée aux personnes  de confession luthérienne.
Le périmètre du cimetière sera agrandi jusqu'à sa taille actuelle en 1858. Puis, on a inaugure sa partie orthodoxe en 1861.
L'endroit est géré par la communauté de Saint-Jean-Baptiste jusqu'en 1965. Lors de la Seconde Guerre mondiale, dans la partie orthodoxe du cimetière on édifie un enclos pour recevoir les corps de quelque 3000 combattants morts dans les environs de Riga.
Le dernier enterrement sous occupation soviétique a lieu selon différentes sources soit en 1951, soit en 1961, ou encore en 1965. Le projet de transformation de ce lieu en parc mémorial dont il est question pendant un temps ne voit jamais le jour. Après la chute du régime communiste l'endroit reste à l'abandon et les tombes sont pillées et vandalisées. Au moment de début des travaux de restauration et de rénovation en 2009, on constate la détérioration d'environ 60 % de monuments. Pour assurer quelque peu la surveillance des lieux ne serait-ce que par le passage de visiteurs, on rouvre aux enterrements l'ancienne partie du cimetière en 2013.

## Personnalités
- Jēkabs Kazaks, artiste peintre
- Jānis Esenberģis-Hess dit Esenberģu Jānis (1862-1890), conteur, traducteur
- Lapas Mārtiņš, traducteur
- Augusts Frīdrihs fon Hakens, médecin
- Marija Vecrumba, (1885-1919), l'une des premières femmes médecin de Lettonie[5]
- Visvaldis Jānis Lejnieks, médecin et écrivain
- Natālija Draudziņa, pédagogue
- Mihails Segels, mathématicien
- Arnolds Zunte (1828-1892), prêtre